# Boarmia phaeopasta
Boarmia phaeopasta är en fjärilsart som beskrevs av Turner 1947. Boarmia phaeopasta ingår i släktet Boarmia och familjen mätare. Inga underarter finns listade i Catalogue of Life.